# Samsun (provincie)
Samsun is een provincie van Turkije. Het is gelegen in het noorden van het land, in het midden van de Zwarte Zeekust en de hoofdstad is de gelijknamige drukke havenstad Samsun. De provincie grenst verder met de klok mee aan de provincies Ordu, Tokat, Amasya, Çorum en Sinop. De provincie Samsun heeft een oppervlakte van 9474 km² en heeft 1.209.137 inwoners (2000).

## Geografie
Het landschap van de provincie wordt voor een groot deel bepaald door het Pontisch Gebergte, met uitzondering van de kustvlakte en de laagvlaktes rond de monding van de rivieren de Kızılırmak en Yeşilırmak.

## Economie
De provincie, met de hoofdstad als uitvoerhaven, is een van de belangrijkste tabakleveranciers van Turkije.

## Bestuurlijke indeling

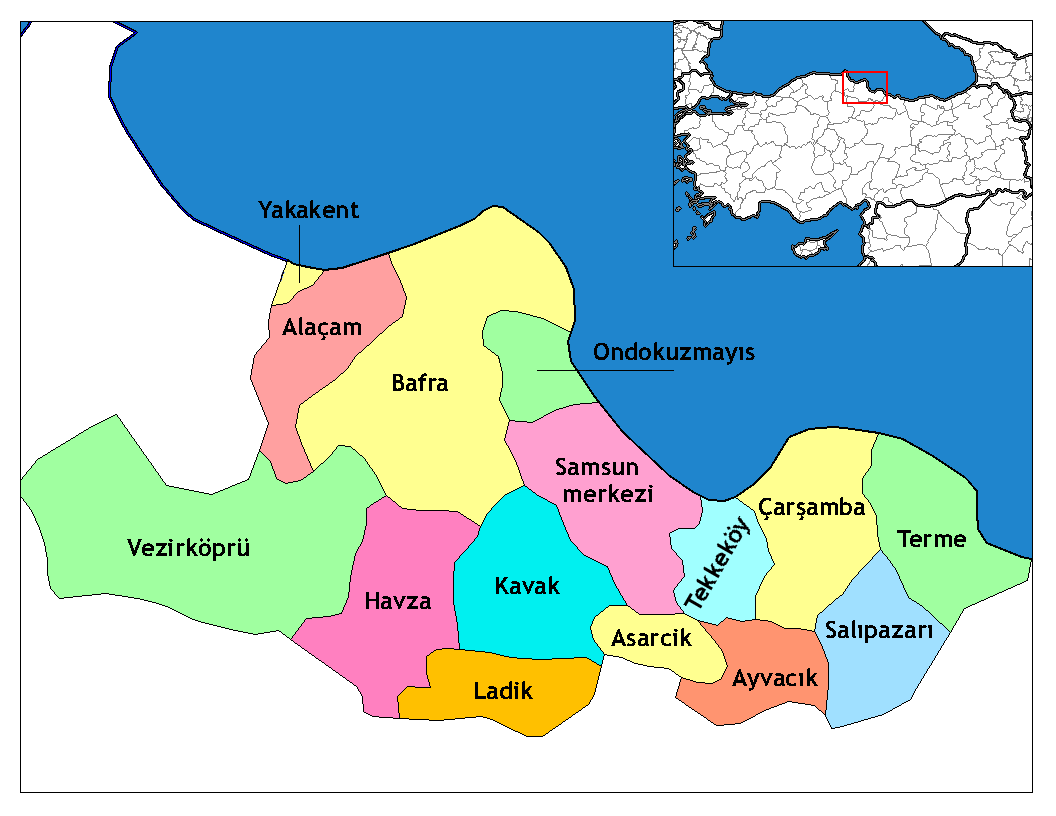
Districten van Samsun

### Districten
De provincie bestaat uit de volgende 15 districten:
| - Alaçam - Asarcık - Ayvacık - Bafra - Çarşamba | - Havza - Kavak - Ladik - Ondokuz Mayıs - Salıpazarı | - Samsun - Tekkeköy - Terme - Vezirköprü - Yakakent |